# Dmitri Felixowitsch Tschernjakow

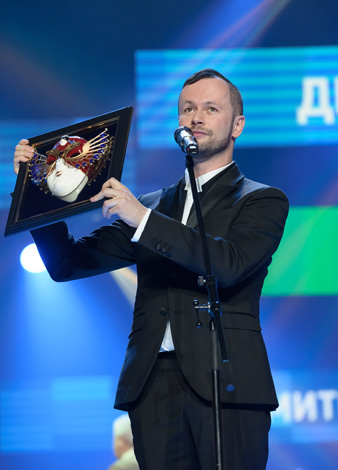
Dmitri Tschernjakow (2013)

Dmitri Felixowitsch Tschernjakow (auch Dmitri Tcherniakov, russisch Дмитрий Феликсович Черняков; * 11. Mai 1970 in Moskau) ist ein russischer Theaterregisseur und Bühnenbildner, der in vielen Opernhäusern Ost- und Westeuropas inszeniert hat.

## Biografie
Tschernjakow absolvierte 1993 die Russische Akademie für Theaterkunst im Fach Regie. Seine Karriere begann er im Russischen Theater Vilnius in Litauen. Dann führte er Regie in vielen großen russischen Städten, darunter Moskau, Sankt Petersburg, Nowosibirsk, Omsk, Samara und Kasan im Bereich Oper und Schauspiel, entwarf darüber hinaus für seine Produktionen auch die Räume und Kostüme.
Inzwischen arbeitet er vielfach an den Bühnen Deutschlands und Österreichs. 2021 inszenierte er den Fliegenden Holländer bei den Bayreuther Festspielen mit der Dirigentin Oksana Lyniv, Asmik Grigorian als Senta und John Lundgren in der Titelrolle. Bei den Salzburger Festspielen 2025 inszenierte er Händels Giulio Cesare in Egitto, es dirigierte Emmanuelle Haïm.

## Auszeichnungen
Tschernjakow wurde für eine ganze Reihe seiner Produktionen mit dem russischen Theaterpreis Goldene Maske als bester Opernregisseur ausgezeichnet.